# Ветриоло (Тренто)
Ветриоло је насеље у Италији у округу Тренто, региону Трентино-Јужни Тирол.
Према процени из 2011. у насељу је живело 10 становника. Насеље се налази на надморској висини од 1484 м.